# Ljuddämpare (eldvapen)

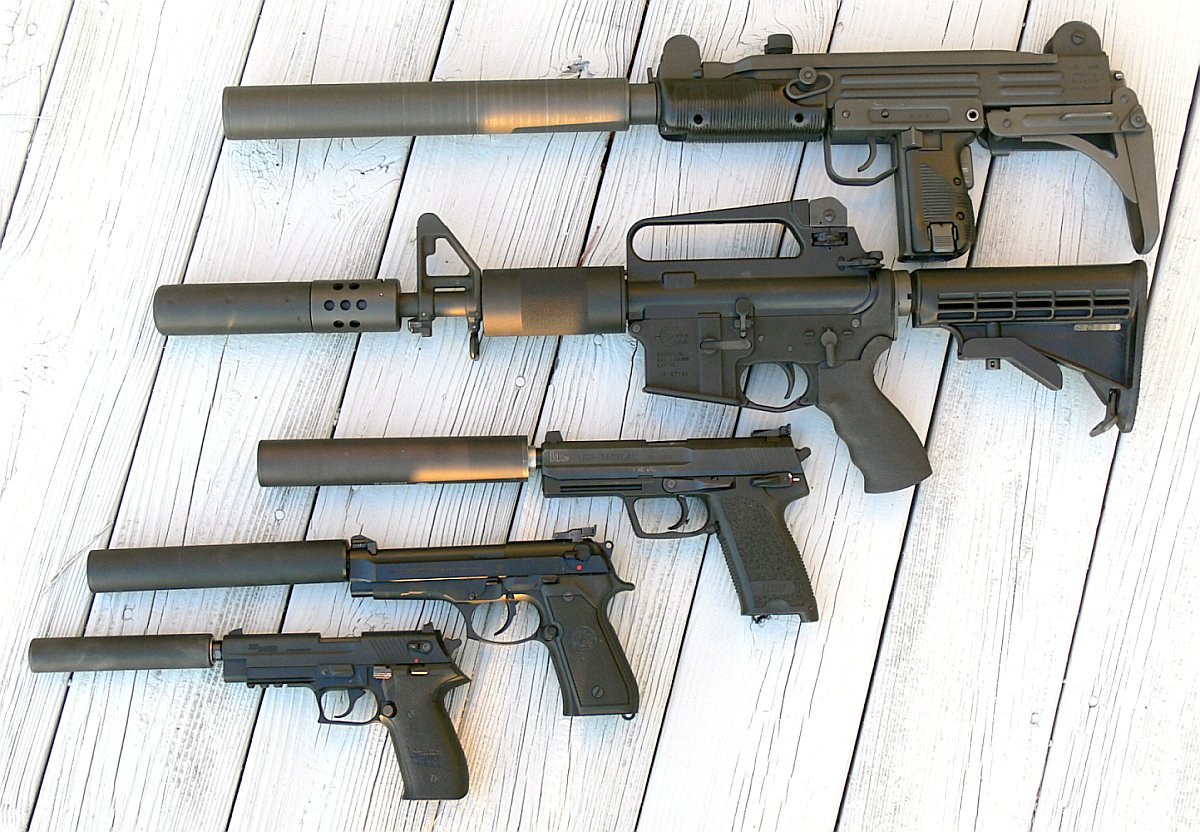
Vapen med ljuddämpare.

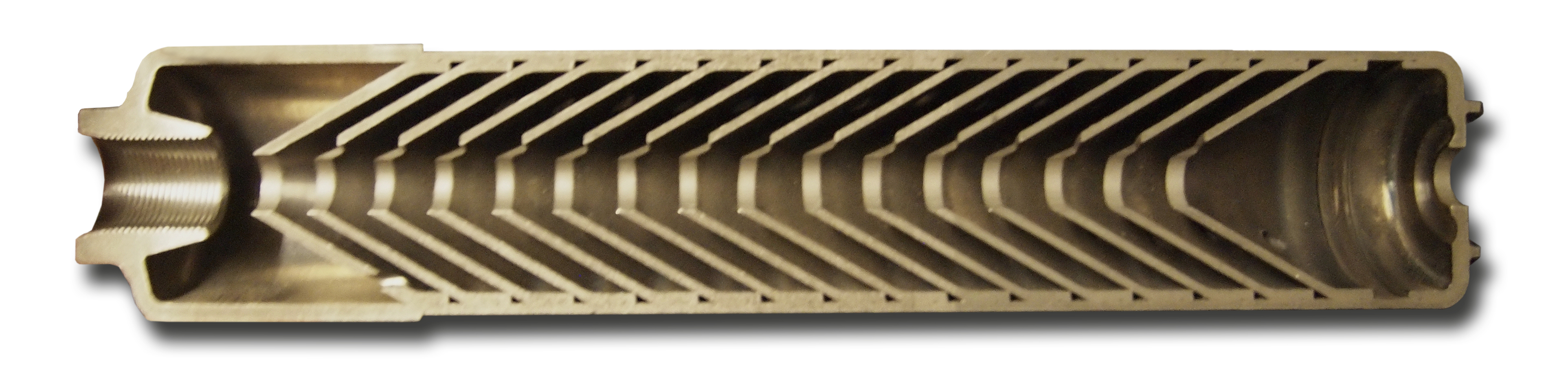
Genomskärning av en ljuddämpare, kulan går in i dämparen från vänster sida.

En ljuddämpare på ett gevär eller en pistol reducerar ljudet när vapnet avfyras. Vissa ljuddämpare är inbyggda i vapnet medan andra är monterbara på vapnets pipa. En del kan även minska mynningsflamman när skottet avlossas, dessa brukar kallas ljud- och ljus-dämpare (flamdämpare). De första ljuddämparna för eldvapen konstruerades vid 1900-talets början.

## Funktion
Funktionen för en ljuddämpare är att minska mynningsknallen från krutgaserna som med överljudshastighet lämnar mynningen. Det sker genom att man låter krutgaserna expandera in i ett antal små kammare vilket minskar ljudet från explosionen. Vissa avancerade modeller använder vatten, olja eller fett för att dessutom kyla ner krutgaserna, vilket gör att gasernas volym minskar och ljudet därmed dämpas ytterligare. En ljuddämpare dämpar endast mynningsknallen det vill säga ljudet som uppstår när krutet antänds i patronen. Ett ljud som man dock inte kommer ifrån är den så kallade ljudknall som uppstår när kulan passerar ljudvallen. Detta gör att en ljuddämpare lämpar sig bäst för vapen vars ammunition inte överstiger ljudets hastighet, ca: 344 m/s (20 grader celsius) till exempel pistol, kpist eller gevär med nedladdad ammunition. Därför används särskild underljudsammunition i kombination med vissa ljuddämpare. Vissa ljuddämpare reducerar hastigheten på en överljudskula till underljudskula.

## Laglighet
I Sverige år 2006 blev ljuddämpare tillåtna till jakt med klass 1 och klass 2 vapen. Från och med 1 juli 2022 är ljuddämpare licensfria i Sverige på samma sätt som för ammunition dvs har man licens för att inneha ett vapen får man utan extra tillstånd inneha ljuddämpare till det vapnet.
I Norge och Finland är ljuddämpare inte licensbelagda, utan tillåtna vid all slags jakt. Observeras bör dock att vissa ljuddämpare förutsätter svagare ammunition än som är standard för en viss kaliber, och att detta kan göra att vapnet inte får användes till jakt, eller enbart för jakt på vissa arter. Detta är ofta fallet med salongsgevär.